# Kei Toume
Kei Toume (jap. 冬目 景, Tōme Kei; * 13. April 1970) ist eine japanische Mangaka.
Nachdem sie dieselbe Kunsthochschule wie Hiroaki Samura, der für seinen Manga Blade of the Immortal bekannt wurde, absolvierte, veröffentlichte sie 1992 mit einer Kurzgeschichte namens Rokujō Gekijō ihr Debütwerk als Manga-Zeichnerin. Dieses erschien im japanischen Manga-Magazin Comic Burger. Für dieses Magazin schuf sie neben weiteren kürzeren Manga unter anderem die Serie Das Lied der Lämmer, die in eine Anime-OVA sowie in einen Film mit realen Schauspielern verfilmt wurde. Die von Kritikern als gelungener Mix aus Spannung, Melancholie und einem Hauch von Horror bezeichnete Geschichte handelt von einem Jugendlichen, der erkennen muss, dass er an einer Krankheit leidet, die ihm vampirähnliche Eigenschaften einbringt.
Weitere Erfolge gelangen ihr mit dem Samurai-Comic Kurogane und dem sich langsam entwickelnden Beziehungsdrama Sing “Yesterday” for Me. All diese Werke erschienen in Seinen-Magazinen, also für erwachsene Männer. Sie ist eine der wenigen Frauen, die sich in diesem Genre erfolgreich durchsetzen konnten.
Sie gilt als Künstlerin mit einem zum Teil skizzenhaften und trotzdem perfektionierten Zeichenstil. Da dieser ihren Lesern zu gefallen weiß, veröffentlichte sie drei Artbooks mit Illustrationen. Allerdings zeichnet sie oft an mehreren Mangaserien gleichzeitig. Diese haben deswegen auch oftmals keinen regelmäßigen Erscheinungsrhythmus bzw. einzelne Kapitel erscheinen auch Abständen von mehreren Monaten.

## Werke (Auswahl)
- Zero (1995, 1 Band, zwei Neuauflagen)
- Das Lied der Lämmer (羊のうた, Hitsuji no Uta; 1995–2002, 7 Bände)
- Kurogane (黒鉄〈KUROGANE〉; 1997–2004, 5 Bände)
- Sing “Yesterday” for Me (イエスタデイをうたって, Iesutadei o Utatte; 1998 bis 2015, 11 Bände)
- Fugurumakan Raihōki (文車館来訪記; 1998–2000, 1 Band, Neuauflage 2004)
- Gen’ei Hakurankai (幻影博覧会; 2000–2011, 4 Bände)
- Luno (2002, 1 Band)
- Acony (2003–2004, 2008–2010, 3 Bände)
- Hatsukanezumi no Jikan (ハツカネズミの時間; 2004–2008, 4 Bände)
- Momonchi (ももんち; 2006–2009, 1 Band)
- Mahoromi: Jikū Kenchikutan (マホロミ 時空建築幻視譚; 2010 bis jetzt, bisher 1 Band)